# Forêt de Port-Royal
La forêt de Port-Royal est une forêt domaniale située dans le département des Yvelines (France).

## Gestion
La forêt de Port-Royal appartient à l'État et à l'Etablissement public d'aménagement de la Ville nouvelle de Saint-Quentin-en-Yvelines. Elle est gérée par l'Office national des forêts (ONF). Une partie de la forêt est située dans le périmètre du Parc naturel régional de la Haute Vallée de Chevreuse. La Communauté d’agglomération a aménagé des voies forestières de promenades à pied, à vélo, à cheval et à poney, des sentiers balisés, des aires de pique-nique et des aires de jeux pour enfants. 
Les sites classés du Rhodon et de la Vallée de la Mérantaise protègent une grande partie de la forêt. Une partie est également située dans le site inscrit de la Vallée de Chevreuse. 

### L'Hamadryade
La Maison de la forêt « L'Hamadryade », appartenant à l'ONF, est un centre d'initiation et de recherche, ouvert depuis janvier 2001. C'est une ancienne grange restaurée en utilisant les bois locaux, bouleau et châtaignier, sur le site de la Défonce, à  Versailles. Elle présente des expositions dans un espace de 126 m² et possède un espace vidéo. Elle accueille des publics scolaires dans le cadre d'une collaboration avec l'Inspection académique des Yvelines.  

## Géographie
La forêt de Port-Royal est située à 35 km de Paris, à 30 km de l'aéroport d'Orly et à 58 km de celui de Roissy. Sa superficie est de 5,29 km². Elle regroupe les bois de Trappes, Châteaufort, La Villedieu et la Mérantaise. Elle occupe presque tous les versants ainsi que les bordures du plateau, sur la Mérantaise, comme sur le Rhodon, à l’exception du versant sud de la vallée de la Mérantaise, en amont du village de Magny-les-Hameaux.
La forêt est sur le territoire de huit communes, cinq appartenant à la Communauté d’agglomération de Saint Quentin-en-Yvelines et trois au Parc naturel régional de la Haute Vallée de Chevreuse. La commune de Magny-les-Hameaux est celle qui en possède la plus grande superficie. 
On y accède par le train, par les gares de Saint-Quentin-en-Yvelines, de Trappes et Versailles, ou par le Réseau express régional (RER), par la station de Saint-Rémy-lès-Chevreuse de la ligne B. 
Les sources du Rhodon et de la Mérantaise, affluents de l’Yvette, se trouvent dans la forêt. La Mérantaise, au nord, traverse la forêt sur toute sa largeur. 
Sur la limite sud de la forêt, en lisière du bois de Trappes, se trouve le site historique de l'abbaye de Port-Royal qui abrite le musée national de Port-Royal-des-Champs sur un domaine de trente hectares.

## Histoire
Au Moyen Âge, le territoire est couvert de marécages et forêts. La reine Adélaïde donne la ville et l’église de Trappes à l’abbaye de Saint-Denis. En 1003, Robert le Pieux confirme la donation faite par sa mère et y ajoute une partie de la vallée d’Elancourt et les bois de Trappes. En 1204, l’abbaye de Port-Royal-des-Champs est fondée dans la vallée du Rhodon. La construction, à partir de 1684, du château de Versailles par Louis XIV, entraîne les premières modifications de la forêt, avec la réalisation d'ouvrages permettant d'amener l'eau dans les jardins du château. En 1692, le roi dote la Maison royale de Saint-Louis à Saint-Cyr (Dames de Saint-Cyr) des revenus de la manse abbatiale de Saint-Denis, dont Trappes.
En 1789, l’État révolutionnaire confisque les biens abbatiaux. En 1831, sous Louis-Philippe, une grande partie des bois est vendue à des propriétaires privés.  La superficie de la forêt diminue de 75 hectares, défrichés pour créer des terres agricoles (devenus aujourd’hui une partie de la zone d’activités de Trappes-Elancourt). Les partages successoraux et les ventes diverses vont entraîner un morcellement des propriétés. 
La fin du XIXe siècle voit la création de la ligne ferroviaire de Paris Montparnasse vers la Bretagne et celle de la Route nationale 10. À partir de 1911, la gare de triage de Versailles-Matelots est saturée. Une gare de triage est construite à Trappes et modernisée en 1931. Elle est bombardée par les Alliés le 6 mars 1944, qui visent également la base aérienne et l’école militaire de Saint-Cyr, et la partie de la forêt située au sud est également touchée. Les bombardements continuent en mai et juin 1944.
À partir de 1977, l'Établissement public d'aménagement de la Ville nouvelle de Saint-Quentin-en-Yvelines et l’État commencent l’acquisition des terrains de la forêt.
En janvier 2021, la communauté d'agglomération Versailles Grand Parc et l'Office national des forêts signent une convention de trois ans « pour favoriser l'accueil dans les forêts du territoire tout en réduisant les déchets sauvages ». La forêt de Port-Royal est concernée par l'accord.

## Végétation
La forêt de Port-Royal est constituée de chênes sessiles, chênes pédonculés, châtaigniers, frênes, hêtres, bouleaux et charmes. On y rencontre cinq types d'habitats : chênaie sessiliflore-boulaie, chênaie-charmaie à Peuplier Tremble, chênaie-frênaie à Érable Champêtre, forêt alluviale humide ou marécageuse et forêt de ravin.

## Géologie
Le sol de la forêt de Port-Royal comporte de nombreuses excavations, dues à l'exploitation de la meulière à ciel ouvert et aux cratères d'impact des bombardements de la Seconde Guerre mondiale.

## Faune
La faune sauvage de la forêt de Port-Royal comprend le sanglier, le chevreuil, le renard et le cerf. Elle abrite neuf espèces de chauves-souris et 80 espèces d'oiseaux. 

## Environnement
Le bois de la Villedieu était menacé par un projet[Quand ?] de prolongement de l’autoroute A12 (CV5-CV7) à travers le bois de Trappes, sur l'axe Etang des Noes-Le Manet, afin de désengorger la ville de Voisins-le-Bretonneux .[non neutre]
En octobre 2006, à la suite du débat public ayant eu lieu de mars à juin 2006, le ministre a annoncé le choix du prolongement par le tracé médian 2C',.
Cependant, alors que ce projet autoroutier était inscrit dans le SDRIF depuis 1965, il en a été retiré dans sa version de 2013.